# バーチャルアシスタント

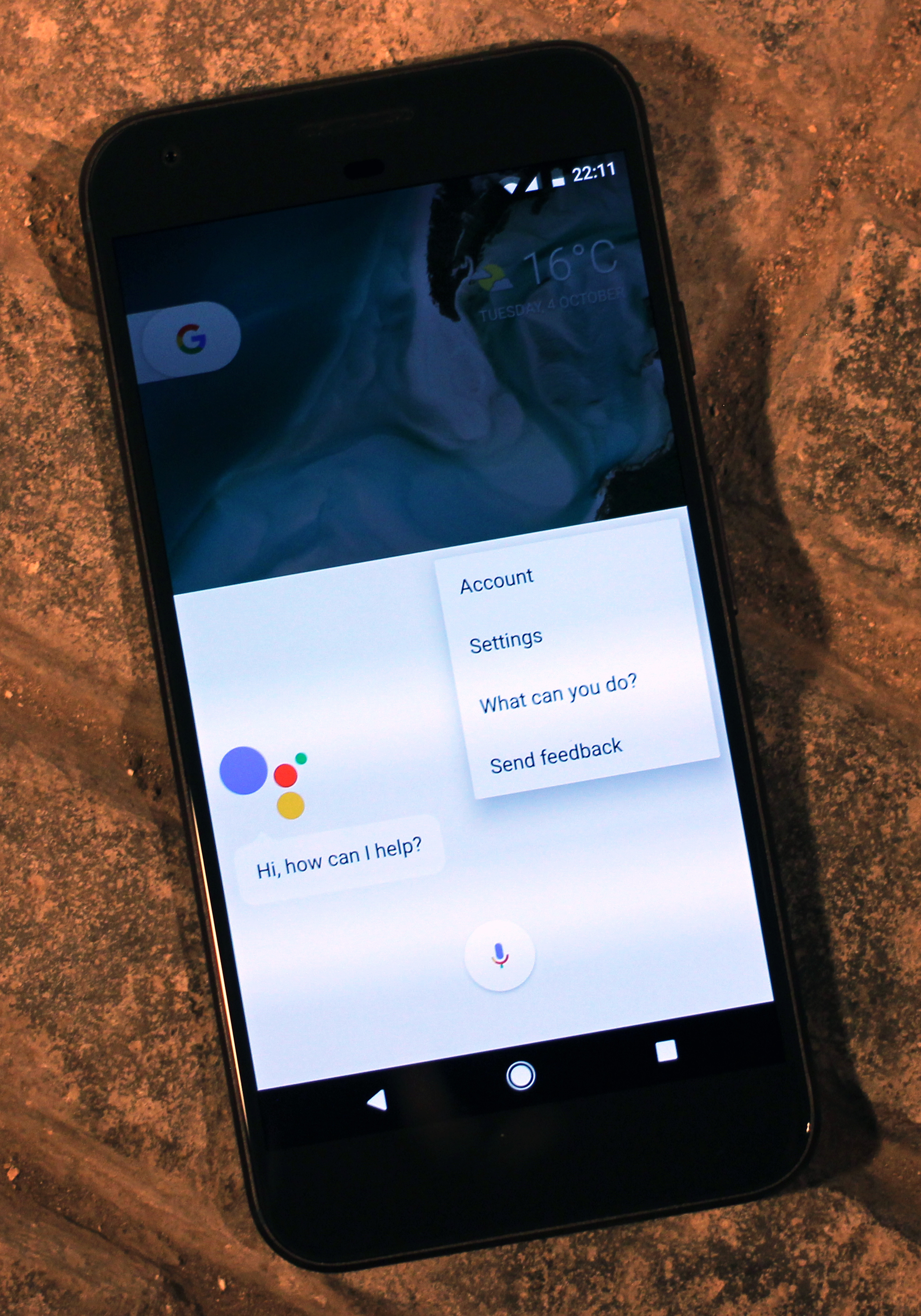
Androidスマートフォンで動作するGoogleアシスタント

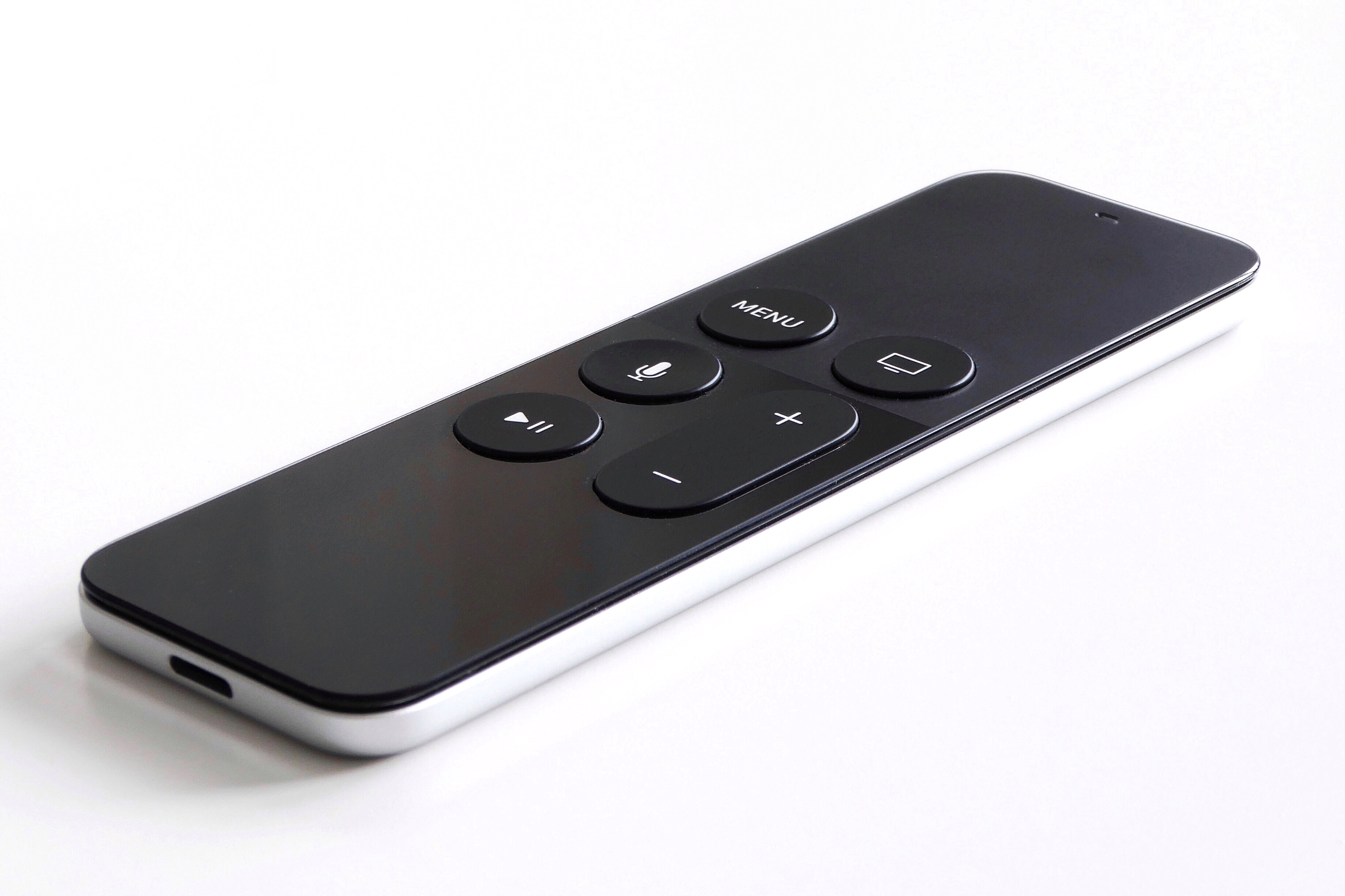
Apple TVのリモコン、ユーザーは視聴コンテンツを見つけるためAIアシスタントの「Siri」に質問できる

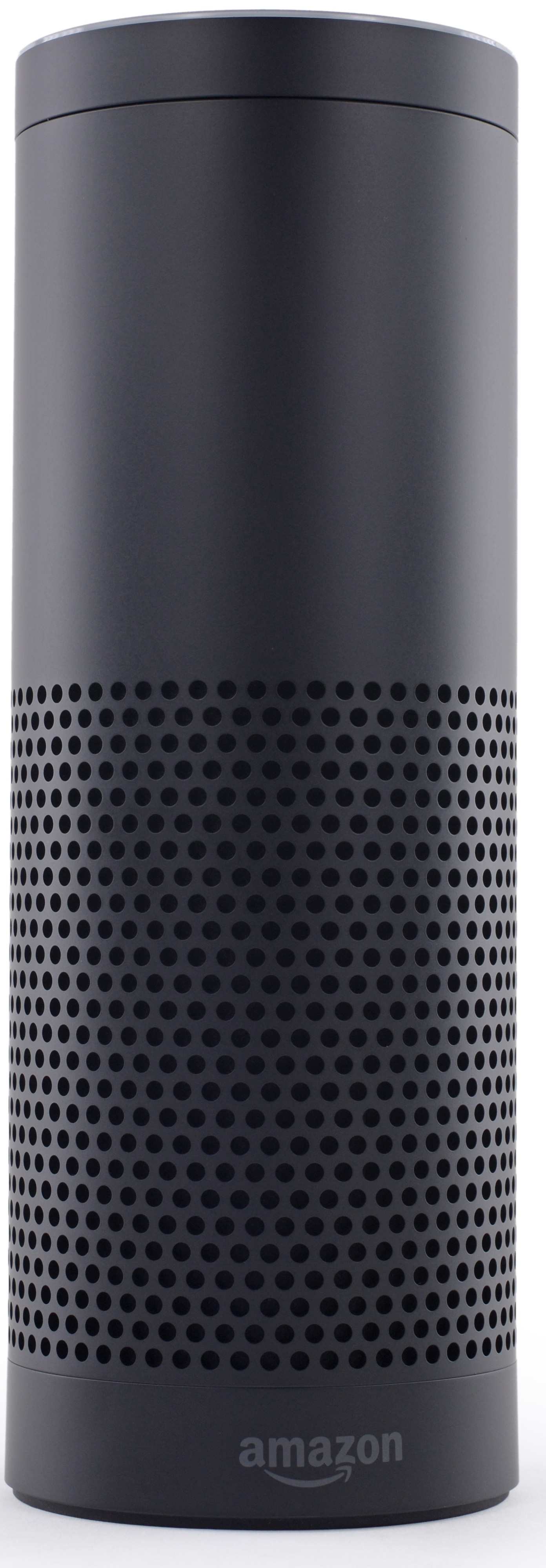
AIアシスタントの「Alexa」が動作するスマートスピーカーの「Amazon Echo」

バーチャルアシスタント（英: virtual assistant）、または仮想アシスタント（かそうアシスタント）とは、個人のタスクまたはサービスを実行できるソフトウェアエージェント。広義のAI技術を使用するため、しばしばAIアシスタント、あるいは単にAIと呼ばれる。また、独立して存在する既存の機能やアクセシビリティに関する機能の統合、あるいはアカウントやコンピューターに散在するファイルやデータの受け渡しの一元化を担う。
2017年時点で、AIアシスタントの機能や使用法は急速に拡大しており、新製品も市場に登場している。2017年5月のオンライン調査ではアメリカで最も幅広く使われているのはAppleのSiri（34%）で、2位以降はGoogleのGoogleアシスタント（19%）、AmazonのAmazon Alexa（6%）、MicrosoftのMicrosoft Cortana（4%）という結果になった。
これらのアシスタントが動作するスマートスピーカーの使用法は根本的に異なっている。Appleは2017年6月までスマートスピーカーの発表すらしていなかった。AppleとGoogleは、それぞれiOSとAndroidなど各社のOSが搭載された大規模なスマートフォンのユーザーを持っており、MicrosoftはWindowsがインストールされている多くのコンピュータがある（Cortanaはスマートフォンやスマートスピーカーでも動作する）一方、Alexaはネット通販の（Amazon）商品を注文できる最初のAIアシスタントとなった。

## 歴史
デジタル音声認識が可能な最初の製品であるIBM Shoeboxは、1961年に市場へ投入された。その後1962年に、シアトル万国博覧会で一般公開された。
さらに20年後の1981年に発売された最初のIBM PCは、16の音声語と0から9までの数字を認識することができた。
1970年代に米国国防総省とDARPAの相当な支援を受け、ペンシルベニア州ピッツバーグのカーネギーメロン大学でHarpyが開発された。
Harpyは（3歳児の語彙力に相当する）約1000語を習得し、音声認識技術の開発における次のマイルストーンとなった。
約10年後、同じグループの科学者が、個々の単語を分析するだけでなく、隠れマルコフモデルにより単語シーケンス全体を分析できるシステムを開発した。
そして、音声認識ソフトウェアを適用した最も初期のAIアシスタントは自動応答および医療用ICレコーダーであった。
1990年代、デジタル音声認識技術は、MicrosoftやIBM、Philips、Lernout&Hauspieが顧客向けに競争していたPCの特徴となった。
それからかなり後の1994年に市場へ投入された最初のスマートフォンであるIBM Simonは、今日のAIアシスタントの基盤となった。
Appleは2010年に、DARPAと米国国防総省から資金を調達するSRIインターナショナルという研究所のスピンオフ企業であるSiri Inc.を買収した後、Siriを開発した。翌年、2011年の10月14日にスマートフォンに搭載された最初の現代AIアシスタントであるSiriは、iPhone 4Sの機能として導入された。

## 交流方法
バーチャルアシスタントは以下の方法で動作する
- テキスト (チャット)、特にインスタントメッセージアプリなど
- 音声、例えばAmazon Echoに搭載されているAmazon AlexaやiPhoneに搭載されているSiriがある。
- 写真の撮影及びアップロード、サムスンのギャラクシーS8に搭載されている「Bixby」などがある

一部のAIアシスタントは複数の方法で利用できる。Googleアシスタントはグーグル「Allo」アプリのチャット機能とスマートスピーカーの「グーグルホーム」で音声を通じて利用できる。
AIアシスタントは、ユーザーのテキストまたは音声入力を実行可能コマンドに一致させるために自然言語処理（NLP）を使用する。多くは、機械学習を含む人工知能技術を使用して継続的に学習する。
声を使ってAIアシスタントを起動させるには、「起動ワード」が使われる。起動ワードは「Alexa(アレクサ)」や「OK Google(オッケー、グーグル)」といった単語などである

## アシスタントが搭載されているデバイス
AIアシスタントは、Amazon Alexaのように、さまざまな種類のプラットフォームに搭載されている。
- Amazon Echoやグーグルホームのようなスマートスピーカーに搭載
- スマートフォンとウェブを介したインスタントメッセージングアプリ。例えば、FacebookとFacebook messenger(アプリ版とweb)で動作するFacebookのAIアシスタント「M」
- iOSのSiriなどモバイルOSに組み込まれているアシスタントやWindowsのCortanaなどデスクトップOSに組み込まれているアシスタント。
- ギャラクシーS8のBixbyやGoogle PixelのGoogleアシスタントなど、OSとは独立した形でスマートフォンに組み込まれているアシスタント[8]
- Google Alloのようなモバイルアプリケーション
- インスタントメッセージングプラットフォーム内での特定の組織のアシスタント、Facebookメッセンジャー上で動作するアエロメヒコ航空の「Aerobot」やWeChat(微信)上で動作する「Wechat Secretary」など
- ドミノピザの「Dom」など特定の企業や他の組織のモバイルアプリ内[9]
- スマートウォッチ
- 家電[10]、自動車[11]、及びAndroid Wearのようなウェアラブル端末[12]
- 過去世代のAIアシスタントはアラスカ航空の「Ask Jenn」のようにウェブサイトで動作する[13]ものやニュアンス社のアメリカン航空の自動音声応答装置 (IVR) のようなIVRで動作した[14]
- Orangeの「Djingo」[15]

## サービス
AIアシスタントは多種多様なサービスを提供することができ、特にAmazon AlexaとGoogleアシスタントのサービスは2017年現在も増加し続けている。これらには以下の様なサービスが含まれる：
- 天気情報やWikipediaやIMDBからの情報の提供や、アラームの設定、予定表リスト、ショッピングリストの設定ができる。
- SpotifyやPandoraのようなストリーミングサービスの音楽の再生、ラジオの再生、オーディオブックの再生
- テレビでビデオや、テレビ番組、映画、ネットフリックスのようなストリーミングサービスの再生
- Amazonなどから商品を購入
- 人間による顧客サービスの補完および/または交換[17]、あるレポートでは、自動オンラインアシスタントが、人間が提供するコールセンターの作業負荷を30%削減したと推定している[18]

### 第三者のサービス
アシスタントのプラットフォームで動作するアプリ(Amazon Alexa用は「スキル」、Googleアシスタント用は「アクション」と呼ばれている)を第三者が開発している。

### ソーシャルロボット
ソーシャルロボットには対話エンジンや音声認識エンジンとともにバーチャルアシスタントも搭載される。

## 開発者プラットフォーム
最も広く使用されているAIアシスタントを動作させているプラットフォームは、他のソリューションにも使用されている。
- Amazon Lexは2017年4月に開発者に公開された。Lexには2016年11月に導入された自動音声認識が組み合わされた自然言語理解技術が含まれている[20]
- GoogleはGoogleアシスタントの「アクション」の制作のために「Actions on Google」と「API.ai」プラットフォームを開発者向けに提供している[21]
- Appleは開発者がSiriの拡張機能を制作するための「SiriKit」を提供している
- IBMのWatsonは、AIアシスタントとされることもあるが、実際には一部のAIアシスタント、人工無能を動作させる人工知能プラットフォームとコミュニティ全体である。他の多くの種類のソリューションがある[22]

### 過去の世代
以前の世代のテキストチャットベースのAIアシスタントでは、アシスタントはしばしばアバター（対話型オンラインキャラクターまたは自動キャラクター）として表示され、これは具現化AIとして知られていた。

## アシスタントの比較
| AIアシスタント                     | 開発者                    | 自由ソフトウェア | 無料のオープンソースハードウェア | HDMI | 外部入出力 | IOT | Chromecast統合 | スマートフォンアプリ | 常に動作するか | ユニットからユニットへのボイスチャンネル |
| ---------------------------------- | ------------------------- | ---------------- | -------------------------------- | ---- | ---------- | --- | -------------- | -------------------- | -------------- | ---------------------------------------- |
| Assistant                          | Speaktoit                 | No               | N/A                              | N/A  | N/A        | No  | No             | Yes                  | No             | N/A                                      |
| Amazon Alexa                       | Amazon.com                | No               | No                               | No   | No         | Yes | No             | Yes                  | Yes            | 不明                                     |
| Bixby                              | Samsung Electronics       | No               | N/A                              | N/A  | N/A        | N/A | N/A            | N/A                  | N/A            | N/A                                      |
| BlackBerry Assistant               | BlackBerry Limited        | No               | N/A                              | N/A  | N/A        | No  | No             | Yes                  | No             | N/A                                      |
| Braina                             | Brainasoft                | No               | N/A                              | N/A  | N/A        | No  | No             | Yes                  | No             | N/A                                      |
| Cortana                            | Microsoft                 | No               | N/A                              | N/A  | N/A        | Yes | No             | Yes                  | Yes            | N/A                                      |
| Evi                                | Amazon.com True Knowledge | No               | N/A                              | N/A  | N/A        | No  | No             | Yes                  | No             | N/A                                      |
| Google アシスタント                | Google                    | No               | N/A                              | N/A  | N/A        | Yes | No             | Yes                  | Yes            | N/A                                      |
| Google Now                         | Google                    | No               | N/A                              | N/A  | N/A        | Yes | Yes            | Yes                  | Yes            | N/A                                      |
| M(2018年1月に提供終了)             | Facebook                  |                  |                                  |      |            |     |                |                      |                |                                          |
| Mycroft                            | Mycroft AI                | Yes              | Yes                              | Yes  | Yes        | Yes | Yes            | Yes                  | Yes            | Yes                                      |
| Sherpa                             | Sherpa Europe SL          | No               | N/A                              | N/A  | N/A        | Yes | No             | Yes                  | Yes            | N/A                                      |
| SILVIA                             | Cognitive Code            | No               | N/A                              | N/A  | N/A        | No  | No             | Yes                  | No             | N/A                                      |
| Siri                               | Apple                     | No               | N/A                              | N/A  | N/A        | Yes | No             | Yes                  | Yes            | N/A                                      |
| Lucida Template:Third party inline | 不明                      | Yes              | N/A                              | N/A  | N/A        | No  | No             | Yes                  | No             | N/A                                      |
| Viv                                | Samsung Electronics       | No               | N/A                              | N/A  | N/A        | Yes | No             | Yes                  | No             | N/A                                      |
| Nina                               | Nuance                    | No               |                                  |      |            |     |                |                      |                |                                          |

## 経済的関連性
AIアシスタントによって可能になったデジタル体験は、最近の主要な技術進歩と最も有望な消費者動向の1つであると考えられている。専門家は、デジタル体験は、より多くの人が魅力的とされなくても、「本物の」体験に匹敵するステータスを達成すると主張している。頻繁に利用するユーザー数が多く、世界中のユーザーのAIアシスタント数が大幅に増加している傾向が確認されており、2017年中頃には、AIアシスタントを頻繁に使用するユーザー数は世界中で約10億人と推定されている。さらにAIアシスタント技術は、もはやスマートフォンアプリケーションに留まらず、多くの業界（自動車、通信、小売、医療、教育を含む）に存在している。すべての分野の企業の重要な研究開発費とモバイル機器の実装の増加に対応して、音声認識技術市場は、2016年から2024年の間の年平均成長率が34.9%で世界的に成長を続け、2024年には世界市場規模は75億ドルを超えると予測されている。BYOD（デバイスの私的利用）と法人携帯事業の重要な影響により、市場リーダーの地域分布を考慮すると、北米の企業（ニュアンス・コミュニケーションズ、IBM、eGainなど）は、今後数年間は業界を独占すると予想されている。さらに、スマートフォン支援プラットフォームに対する需要の増加は、北米のAIアシスタント産業の成長をさらに促進することが期待されている。アジア太平洋地域のAIアシスタント業界は、北米市場と比較して規模は小さいものの、主要企業がインドと中国に拠点を置いており、2016年から2024年の期間で年間成長率40%（世界平均を上回る）で成長すると予測されている。